# Bulbophyllum doryphoroide
Bulbophyllum doryphoroide är en orkidéart som beskrevs av Oakes Ames. Bulbophyllum doryphoroide ingår i släktet Bulbophyllum och familjen orkidéer. Inga underarter finns listade i Catalogue of Life.